# The Last to Go
Pour plus de détails, voir Fiche technique et Distribution.
The Last to Go est un téléfilm américain réalisé par John Erman, et diffusé sur le réseau ABC le 21 janvier 1991.

## Synopsis
un mari divorce en laissant derrière lui sa femme et ses enfants.

## Fiche technique
- Titre original : The Last to Go
- Réalisation : John Erman
- Scénario : William Hanley, d'après un livre de Rand Richards Cooper
- Décors : James Hulsey
- Costumes : Linda Matheson
- Photographie : Tony Imi
- Montage : Scott Conrad
- Musique : John Morris
- Production : John Erman
  - Production déléguée : Patricia Clifford, Freyda Rothstein
- Société(s) de production : Freyda Rothstein Productions, Interscope Communications, ITC Entertainment Group
- Société(s) de distribution : ABC
- Pays d'origine : États-Unis
- Année : 1991
- Langue : anglais
- Format : couleur – 35 mm – 1,33:1 – mono
- Genre : drame
- Durée : 120 minutes
- Dates de sortie : 
  -  États-Unis : 21 janvier 1991

## Distribution
- Phillip R. Allen : Hendrick
- Amy Aquino : Ginny
- Dori Brenner : Eleanor
- Tyne Daly : Mary Ellen
- Annabeth Gish : Lydia
- Justin Gocke : Young Toby
- Hartley Haverty :
- Matthew Laborteaux : Nathan Holover
- Curt Lowens :
- Tuck Milligan :
- Julianne Moore : Marcy
- Terry O'Quinn : Daniel
- Tim Ransom : Toby
- Robbie Rist :
- William Sadler : Treat
- David Spielberg :
- Sarah Trigger : Sharon
- Lauren Woodland : Young Lydia